# 미토 (베트남)
미토시(베트남어: Thành phố Mỹ Tho / 城舖美湫)는 베트남 띠엔장성의 성도이다. 베트남 남부 메콩강 삼각주 지역에 위치하고 있으며, 2017년을 기준으로 인구는 27만의 도시이다.

## 역사
미토는 1680년대 중반 명나라가 멸망하여 50척의 배와 3,000명의 부하를 데리고 꽝남국에 망명해 온 즈엉 응안딕(楊彦迪)과 이주민에 의해 개척된 곳이다. 당시 이 지역은 크메르 제국의 일부였으며, 16세기가 되어서야 병합되었다. 이 도시는 미토강의 이름을 따서 지어졌다. 쯔놈에서는 그 이름을 美萩 라고 표기하고 있다.
사이공과 가깝기 때문에, 미토는 메콩강 삼각주의 전통적인 관문이었다. 17세기에, 이 시는 오늘날 베트남 남부 지역에서 가장 큰 상업의 중심지가 되었다.
1860년대, 프랑스가 베트남에 식민지 전쟁을 도발했을 때 미토는 사이공과 함께 주요한 전략적 도시였다. 1862년, 프랑스의 미토 점령은 프랑스가 코친차이나 식민지를 건설하는데 쐐기를 박은 사건이었다. 그리하여 프랑스는 1세기에 걸친 베트남의 식민 지배의 막을 올렸다. 식민지 기간동안, 차오저우와 민남으로부터 더 많은 이주민들이 유입되면서 경제는 계속 번영했다.
꽝남국의 멸망 후 1785년에 재건 세력과 샴 연합군과 떠이선 왕조에 의해 벌어진 락검-쏘아이뭇 전투가 유명하다.

## 교통
미토는 국도 1A와 띠엔강으로 나머지 지역과 연결되어 있다. 이곳 사람들은 주로 오토바이, 자전거, 보트를 교통 수단으로 이용한다. 미토는 1885년에 사용되기 시작한 사이공과 미토를 연결하는 세계에서 가장 현대적인 교통수단 중 하나였던 베트남 최초의 철도 노선(약 70km)을 가지고 있다. 그러나 1960년대 베트남 전쟁으로 인해 파괴되었다.
도로로 보면 미토시는 빈롱성에서 70km, 호찌민시에서 70km, 껀터에서 103km, 쩌우독에서 179km,  락자에서 182km, 롱쑤옌에서 132km 떨어져 있다. 미토와 벤째성은 락미에우 대교로 연결되어 있다.
미토강에는 여러 개의 작은 섬이 있으며, 벤째와 주변 부유층 시장으로 가는 짧은 보트 여행도 성행한다. 또한 쩌우독과 롱쑤엔까지 가는 하룻밤의 장거리 페리도 가지고 있다.

## 행정 구역

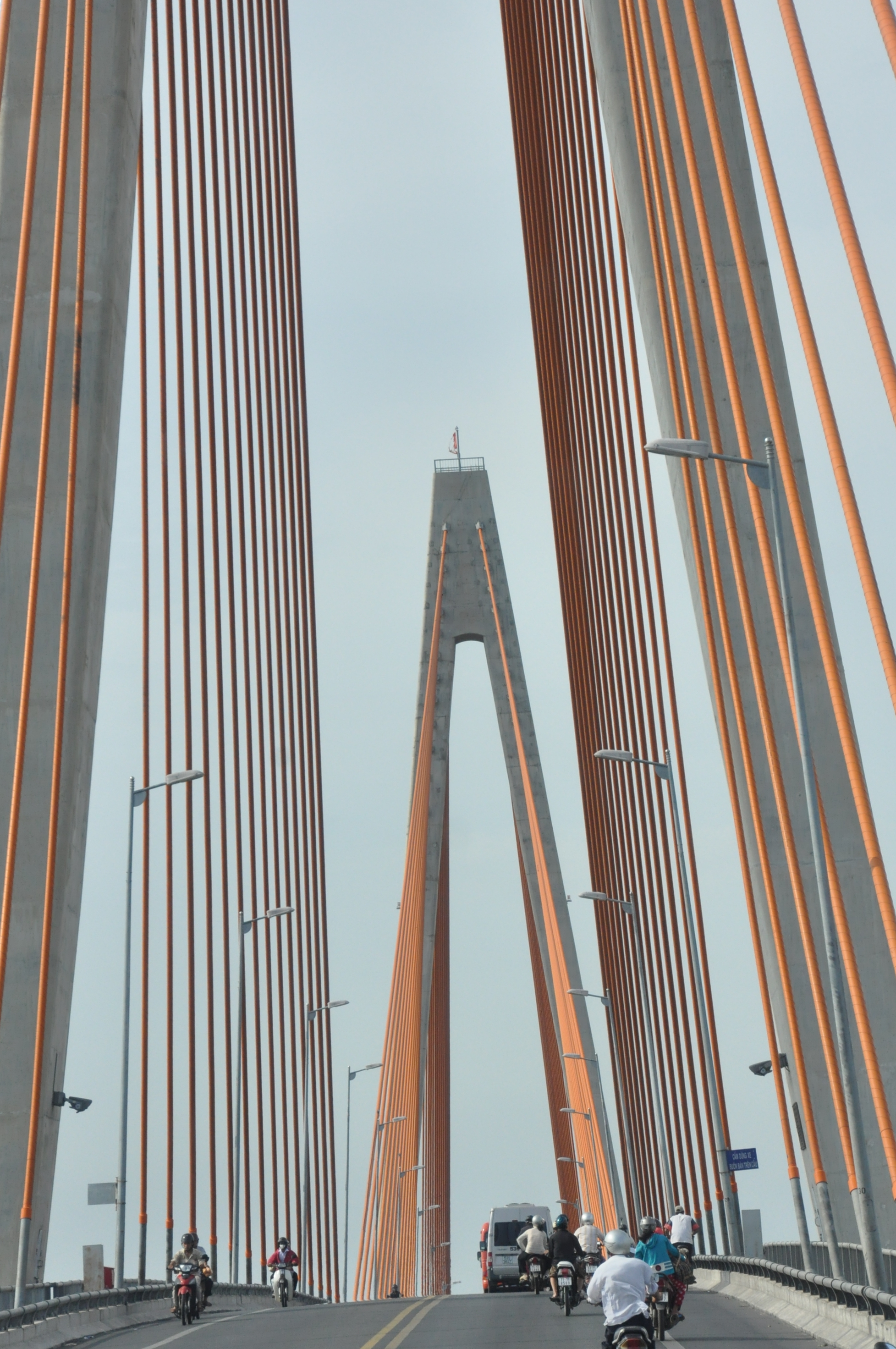
락미에우 대교

미토는 2019년을 기준으로 11개의 방과 6개의 사(社)를 가지고 있다. (방 = 동 / 사 = 마을)

### 방
- 1방 (Phường 1)
- 2방 (Phường 2)
- 3방 (Phường 3)
- 4방 (Phường 4)
- 5방 (Phường 5)
- 6방 (Phường 6)
- 7방 (Phường 7)
- 8방 (Phường 8)
- 9방 (Phường 9)
- 10방 (Phường 10)
- 떤롱방 (Phường Tân Long / 新隆)

### 사
- 다오타인 (Đạo Thạnh / 道盛)
- 쭝안 (Trung An / 中安)
- 미퐁 (Mỹ Phong / 美豐)
- 떤미짜인 (Tân Mỹ Chánh / 新美政)
- 터이선 (Thới Sơn / 泰山)
- 프억타인 (Phước Thạnh / 福盛)

## 경제
미토의 물류업은 전체 도시 GDP의 57.86%를 차지하며 베트남 국내 시장에서 빠르게 성장하고 있다. 그리하여 띠엔장성은 미토의 교역업을 성의 핵심 서비스 산업으로 육성하고 있다. 비토의 교역 체계는 물품을 대규로로 교환을 하며, 폭넓게 배송된다. 띠엔장성 북쪽에 있는 벤째는 남동부에 있고 미토항은 1500톤의 물량 처리 능력을 가지고 있는 중요한 항구이다. 큰 배와 화물선을 수로로 접근할 수 있다.

## 음식

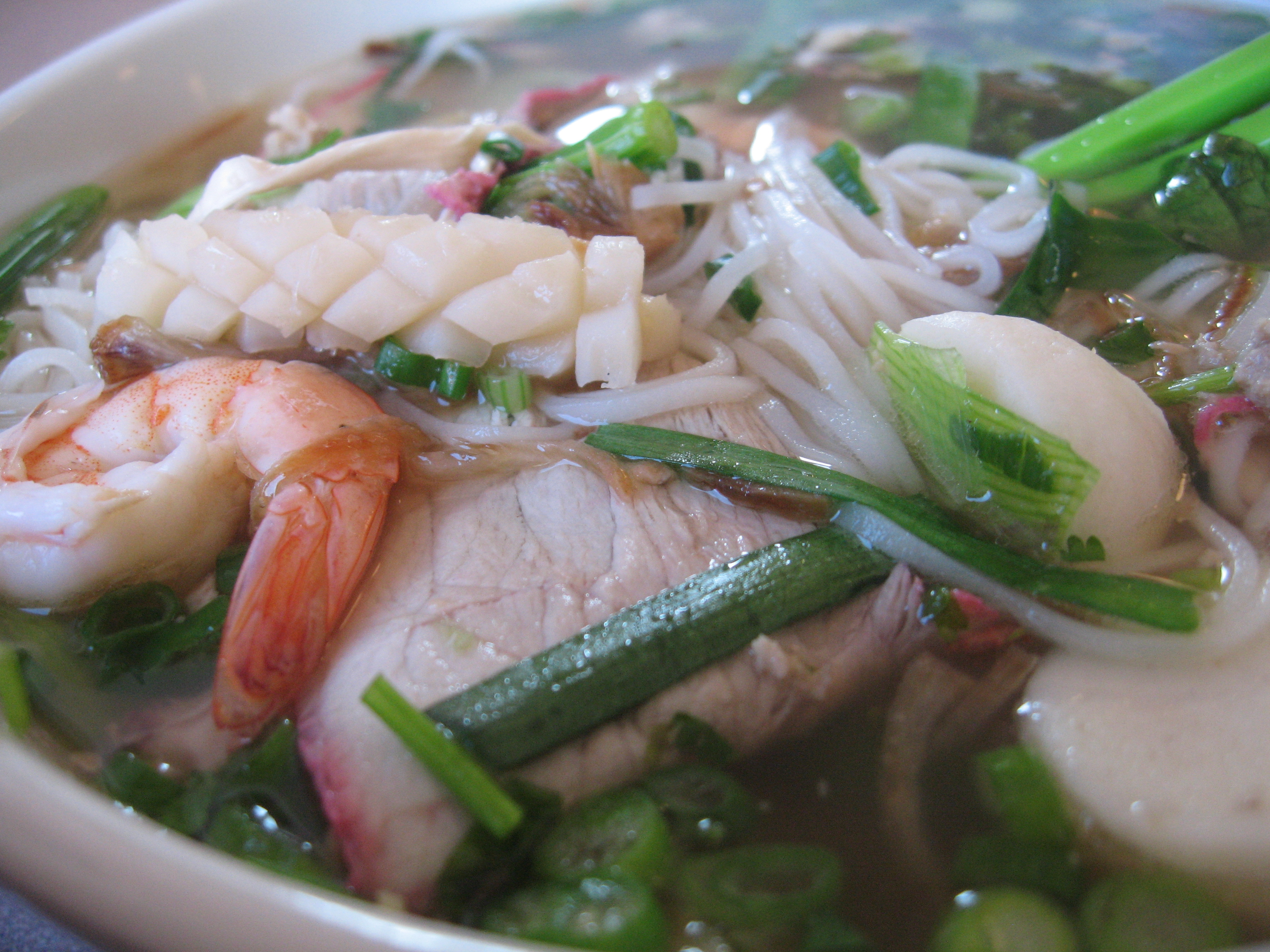
후 띠에우 미토

미토는 후 띠에우 미토(미토 쌀국수)로 유명하며, 이것은 베트남부를 대표하는 쌀국수 요리 중의 하나로, 돼지고기 육수를 사용한다. 얇게 쓴 돼지고기와 돼지 뼈와 창자나 간, 심통과 같은 부산물로 육수를 낸 후 신선한 새우 그리고 잘 튀긴 만두가 조합된 것이다.
미토에서 또 유명한 것은 보 비엔(쇠고기 완자)이다. 시장 근처의 보 비엔과 미토 후 띠에우를 파는 가게들은 항상 붐비게 된다.

## 관광

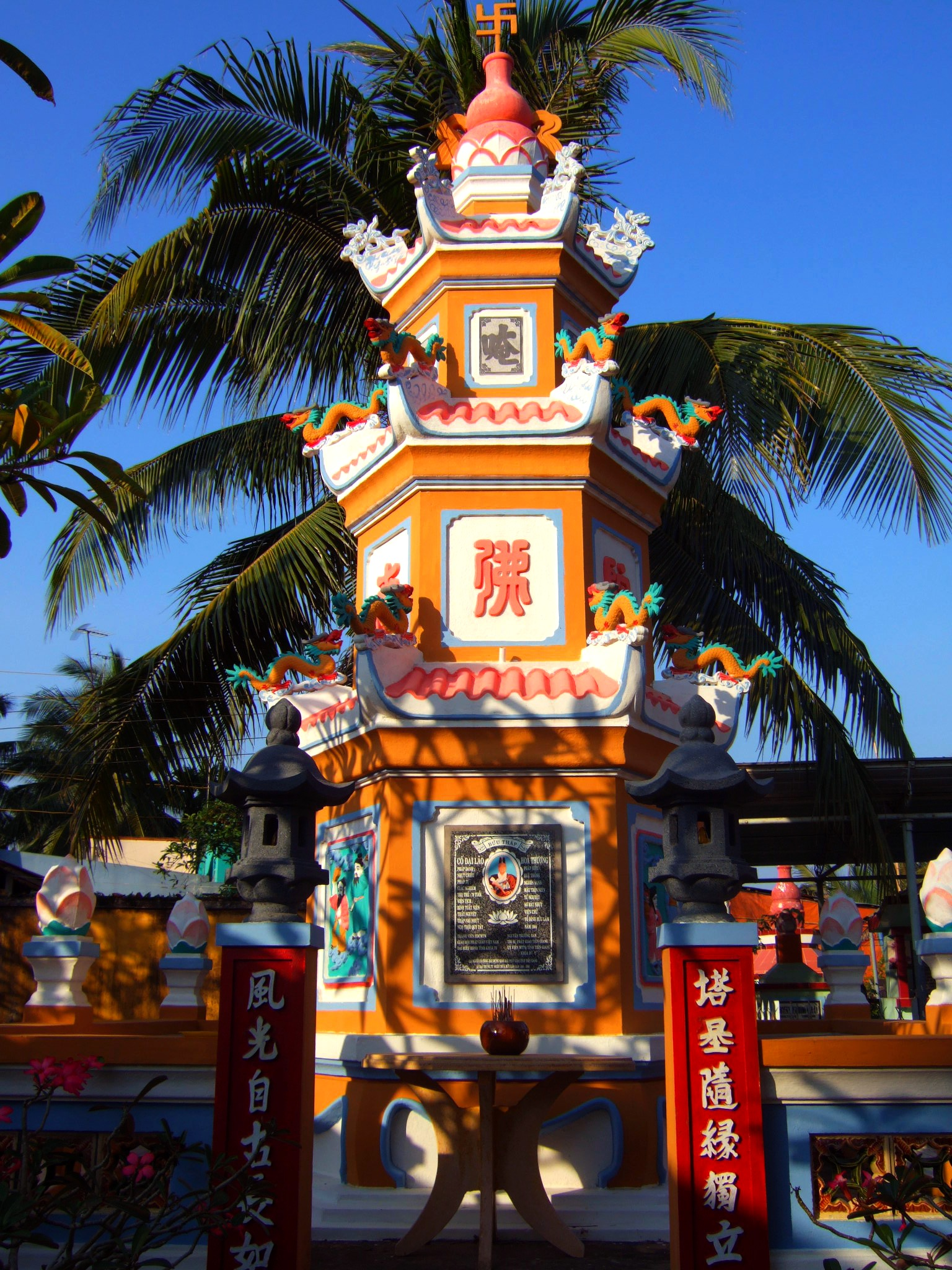
미토의 사원

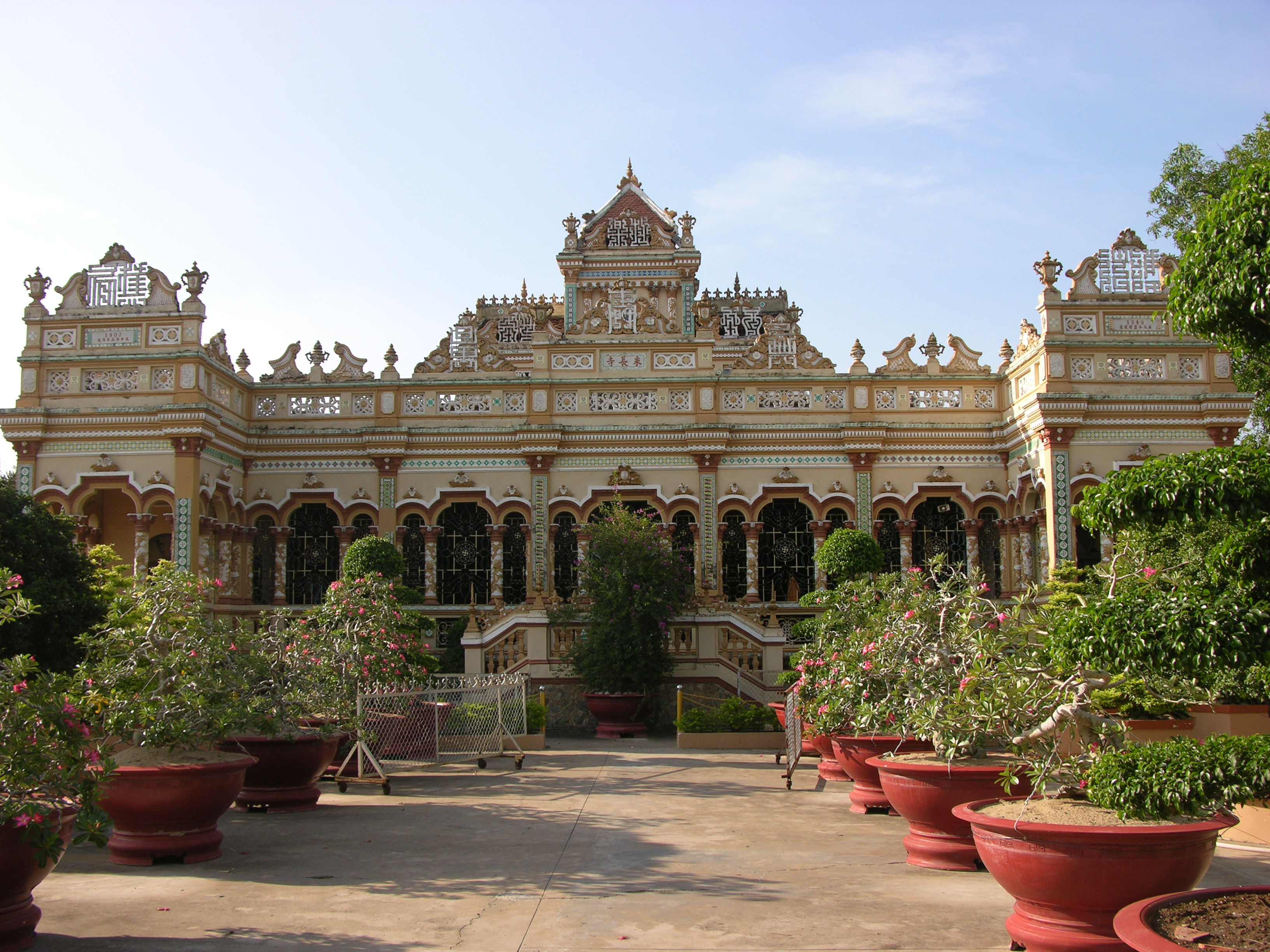
빈짱사의 전경.

미토는 띠엔장성의 성도로서 주변 여러 지역에서 나오는 모든 산물이 취급된다. 주로 생선류와 미토의 바다에서 나온 해산물, 건어물 등이다. 이곳은 남베트남의 가장 왁자지껄하고 큰 시장 중의 하나이다. 야시장은 메콩강에서 수확되는 것들이 거래되는 시간이며, 호찌민의 도매 시장으로 갈 메기가 거래된다.

### 시장
벤땀응우어나 미투언 시장뿐만 아니라 미토는 수상시장으로도 유명하며, 그곳에는 강위에서 물건을 사고, 팔려는 사람들로 넘친다.

### 사원
- 빈짱사
- 까오다이 다원

### 메콩강 체험
남부 메콩강 삼각주는 베트남의 쌀바구니로 여겨지며, 전체 생산량의 절반 이상에 기여한다.
미토와 벤째 사이의 띠엔강에는 4개의 작은 섬(베트남어로 꼰)이 있다.
- 꼰롱 (용섬)
- 꼰꾸이 (거북섬)
- 꼰풍 (봉황섬)
- 꼰란 (유니콘 섬)

이곳에서는 전통적인 좁은 배를 타고 베트남 남부 메콩강 삼각주의 체험 여행을 할 수 있다.

### 기타
- 동땀 뱀 농장

## 기후
| 미토의 기후                        | 미토의 기후 | 미토의 기후 | 미토의 기후 | 미토의 기후  | 미토의 기후  | 미토의 기후 | 미토의 기후 | 미토의 기후 | 미토의 기후 | 미토의 기후 | 미토의 기후 | 미토의 기후 | 미토의 기후  |
| 월                                 | 1월         | 2월         | 3월         | 4월          | 5월          | 6월         | 7월         | 8월         | 9월         | 10월        | 11월        | 12월        | 연간         |
| ---------------------------------- | ----------- | ----------- | ----------- | ------------ | ------------ | ----------- | ----------- | ----------- | ----------- | ----------- | ----------- | ----------- | ------------ |
| 역대 최고 기온 °C (°F)             | 34.8 (94.6) | 34.9 (94.8) | 36.8 (98.2) | 38.2 (100.8) | 38.9 (102.0) | 36.4 (97.5) | 36.5 (97.7) | 35.8 (96.4) | 35.4 (95.7) | 33.5 (92.3) | 36.2 (97.2) | 34.5 (94.1) | 38.9 (102.0) |
| 일평균 최고 기온 °C (°F)           | 30.2 (86.4) | 30.8 (87.4) | 32.2 (90.0) | 33.5 (92.3)  | 33.2 (91.8)  | 31.9 (89.4) | 31.4 (88.5) | 31.1 (88.0) | 31.0 (87.8) | 30.5 (86.9) | 30.4 (86.7) | 29.8 (85.6) | 31.3 (88.3)  |
| 일일 평균 기온 °C (°F)             | 25.5 (77.9) | 26.1 (79.0) | 27.3 (81.1) | 28.5 (83.3)  | 28.2 (82.8)  | 27.6 (81.7) | 27.3 (81.1) | 27.0 (80.6) | 26.9 (80.4) | 26.8 (80.2) | 26.6 (79.9) | 25.6 (78.1) | 27.0 (80.6)  |
| 일평균 최저 기온 °C (°F)           | 22.0 (71.6) | 22.7 (72.9) | 24.0 (75.2) | 25.3 (77.5)  | 25.4 (77.7)  | 24.9 (76.8) | 24.5 (76.1) | 24.4 (75.9) | 24.5 (76.1) | 24.2 (75.6) | 23.6 (74.5) | 22.1 (71.8) | 24.0 (75.2)  |
| 역대 최저 기온 °C (°F)             | 14.9 (58.8) | 15.9 (60.6) | 15.7 (60.3) | 19.4 (66.9)  | 21.5 (70.7)  | 21.2 (70.2) | 19.6 (67.3) | 21.2 (70.2) | 21.2 (70.2) | 19.9 (67.8) | 18.6 (65.5) | 16.1 (61.0) | 14.9 (58.8)  |
| 평균 강수량 mm (인치)              | 5 (0.2)     | 1 (0.0)     | 6 (0.2)     | 42 (1.7)     | 145 (5.7)    | 198 (7.8)   | 177 (7.0)   | 188 (7.4)   | 231 (9.1)   | 262 (10.3)  | 98 (3.9)    | 32 (1.3)    | 1,384 (54.5) |
| 평균 강수일수                      | 1.0         | 0.5         | 1.0         | 4.6          | 14.3         | 17.8        | 19.5        | 19.4        | 20.3        | 19.2        | 11.3        | 5.2         | 134.2        |
| 평균 상대 습도 (%)                 | 79.4        | 78.3        | 78.2        | 77.8         | 81.4         | 83.4        | 83.9        | 84.2        | 84.9        | 85.5        | 85.3        | 81.5        | 81.8         |
| 평균 월간 일조시간                 | 263         | 261         | 300         | 269          | 211          | 183         | 197         | 194         | 173         | 174         | 206         | 216         | 2,645        |
| 출처: 베트남 과학 기술 양성 연구소 |             |             |             |              |              |             |             |             |             |             |             |             |              |

## 인물
- 응우옌티텁 - 베트남 여성 연맹의 회장(1956년 ~ 1974년)
- 응우옌카인 - 전 수상, 장군, 외교관
- 응우옌티마이아인 - 남베트남의 영부인(1967년 ~ 1975년), 남베트남 대통령 응우옌반티에우의 아내

## 자매 도시
- 베트남 남딘
- 대한민국 창원시

## 갤러리

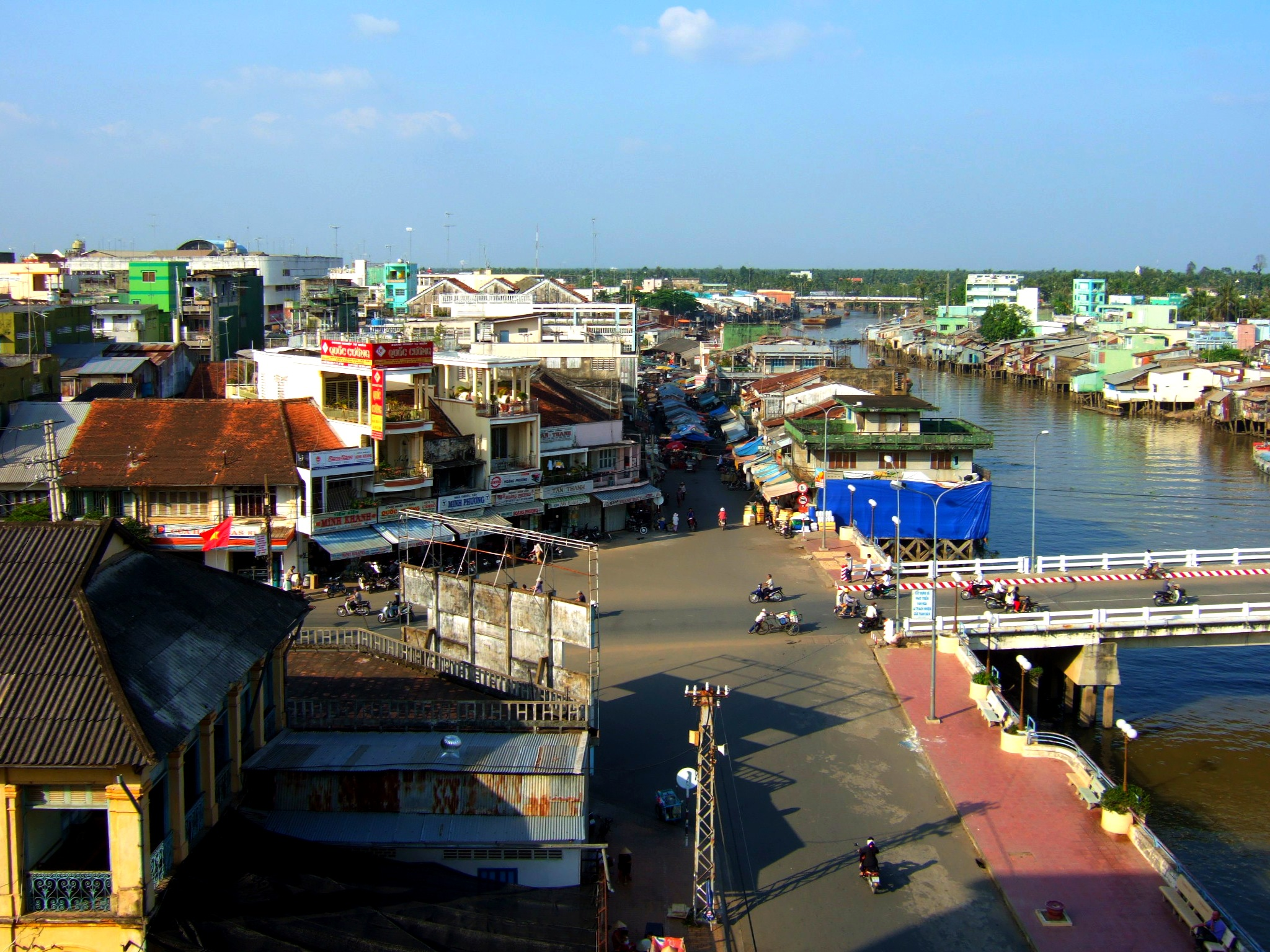
미토 도심
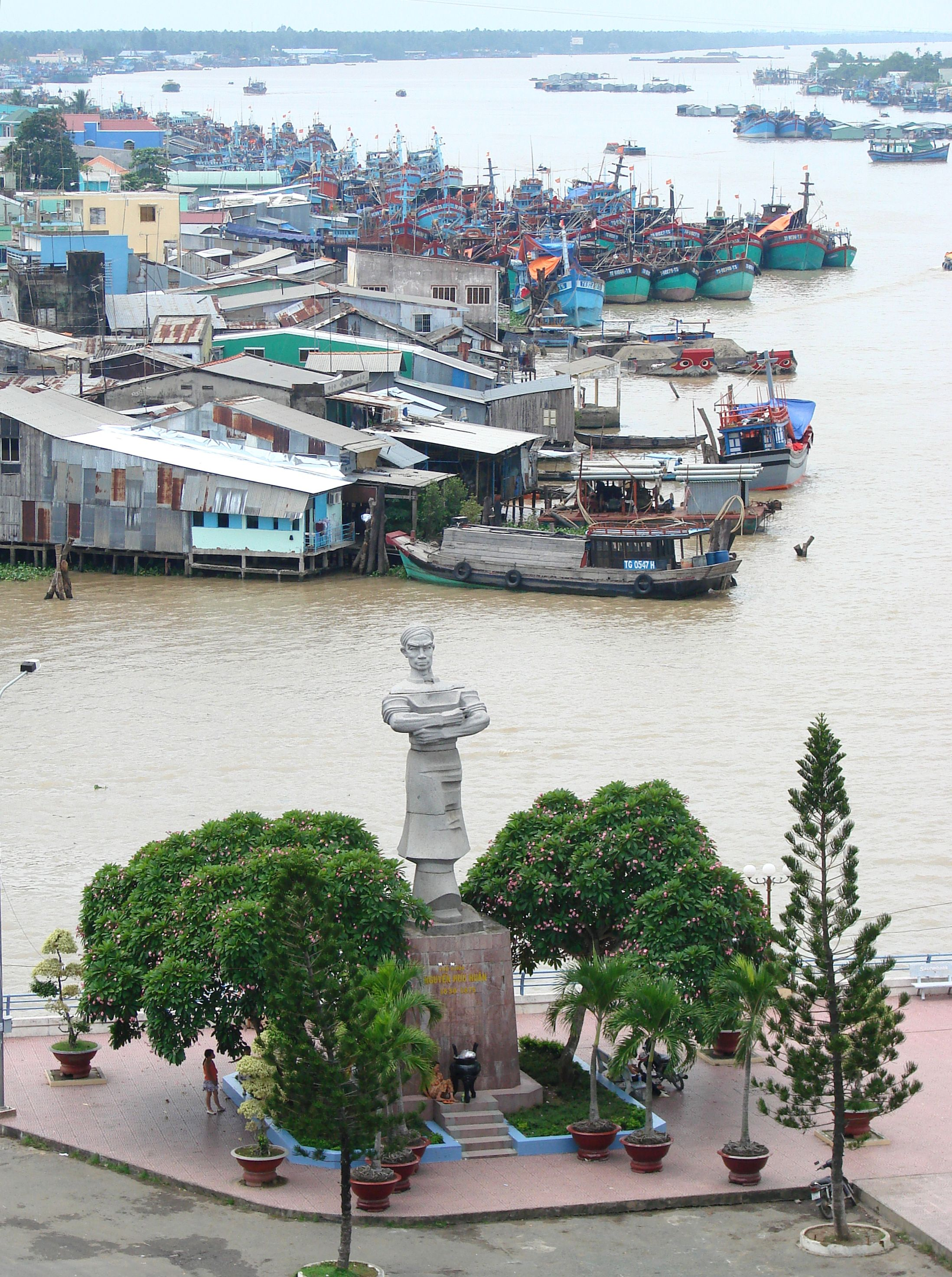
미토 중심지의 응우옌 흐우후언의 상
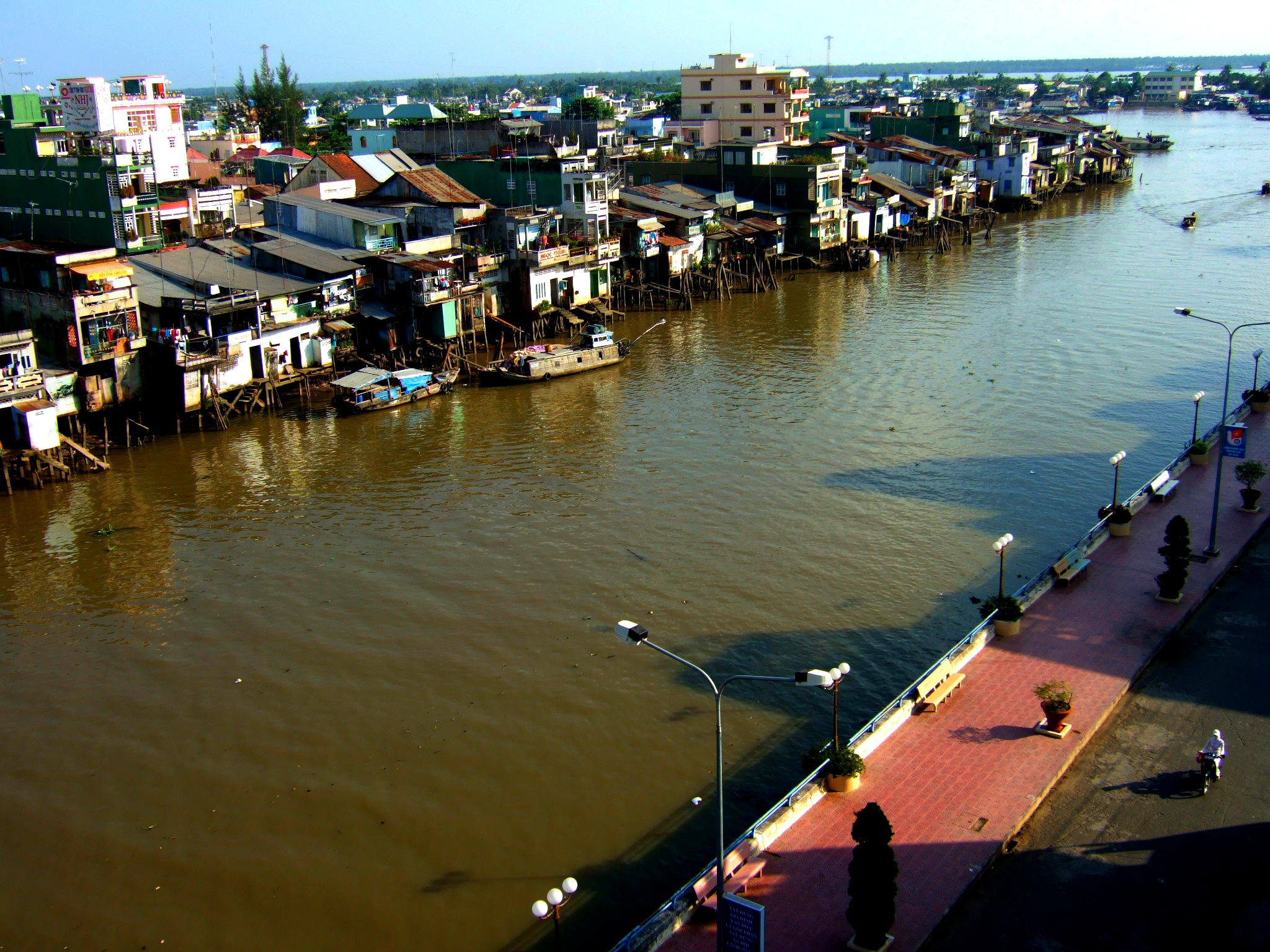
미토 수로 옆의 가옥들
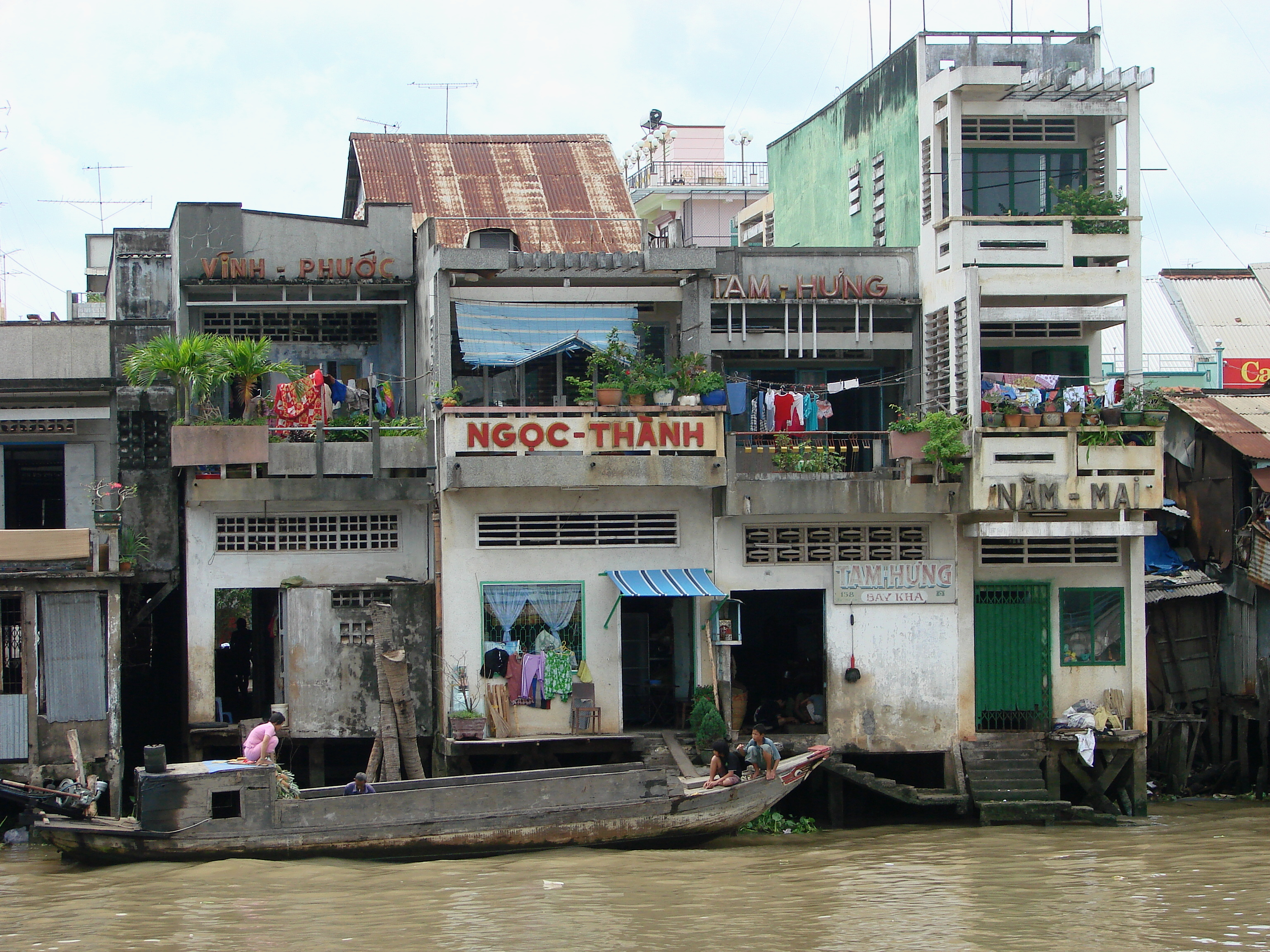
미토 수로 상점들